# Ludwig Radlkofen
Ludwig Radlkofen (auch Ludwig Visler Radlkofen; † 1361) war 1360 bis 1361 Bischof von Chiemsee. 

## Leben
Ludwig entstammte dem niederbayerischen Geschlecht der Radlkofen. Sein Geburtsjahr und -ort sind nicht bekannt. Für das Jahr 1339 ist er als Domherr und ab 1340 als Stadtpfarrer von Salzburg belegt.
Nach dem Tod des Chiemseer Bischofs Hugo von Schärfenberg wurde Ludwig Radlkofen vom Salzburger Erzbischof Ortolf von Weißeneck zu dessen Nachfolger ernannt. Am 10. Januar 1360 kassierte Papst Innozenz VI. die bischöfliche Ernennung und verlieh ihm seinerseits wiederum das Bistum Chiemsee. Nach einer kurzen Amtszeit starb Bischof Hugo spätestens im August 1361.